# Prato (provins)
Prato är en provins i regionen Toscana i Italien. Prato är huvudort i provinsen. Provinsen etablerades 1992 efter en delning av provinsen Florens. Provinsen är den näst minsta provinsen både till yta och antal kommuner och föregås endast av provinsen Trieste.

## Administrativ indelning
Provinsen Prato är indelad i 7 kommuner.
Automatiskt genererad lista (förklaring)
| ISTAT  | Kommun          | Folkmängd | Datum | Ref   |
| ------ | --------------- | --------- | ----- | ----- |
| 100001 | Cantagallo      | 3 100     | 2023  | [ 3 ] |
| 100002 | Carmignano      | 14 605    | 2023  | [ 3 ] |
| 100003 | Montemurlo      | 19 105    | 2023  | [ 3 ] |
| 100004 | Poggio a Caiano | 9 863     | 2023  | [ 3 ] |
| 100005 | Prato           | 195 736   | 2023  | [ 3 ] |
| 100006 | Vaiano          | 9 906     | 2023  | [ 3 ] |
| 100007 | Vernio          | 6 144     | 2023  | [ 3 ] |

## Geografi
Provinsen Prato gränsar:
- i norr mot provinsen Bologna
- i öst och syd mot provinsen Florens
- i väst mot provinsen Pistoia